# Talbotiella velutina
Espèce
Talbotiella velutina Burgt & Wieringa est une espèce de plantes à fleurs de la famille des Fabacées et du genre Talbotiella. C'est un arbre endémique du Cameroun.

## Description
Talbotiella velutina est un arbre d'environ 35 m de haut et de maximum 76 cm de diamètre. Les arbres poussent en groupe, éloignés les uns des autres de 50 cm environ. Les fruits et les fleurs de ces arbres ne peuvent être cueillis qu'avec du matériel d'alpinisme, ce qui est très dangereux.

## Distribution et habitat
Cet arbre se trouve dans les forêts pluviales sur un sol sablonneux dans le parc national de Korup et la forêt du village de Besingi (Région du Sud-Ouest).

## Conservation
Talbotiella velutina est une espèce classée en danger critique d'extinction.